# 卡朗克山

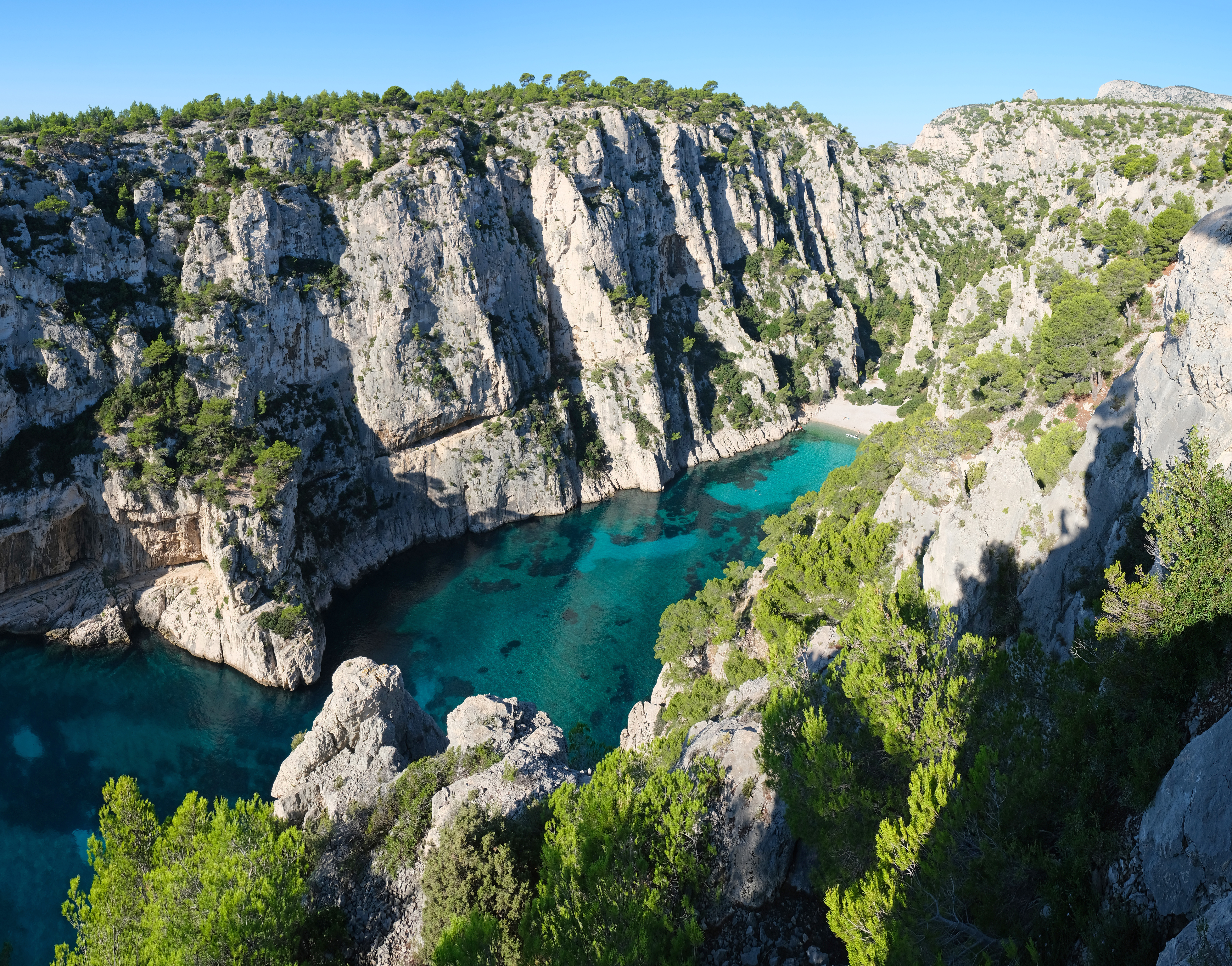
卡朗克山

卡朗克山（法語：Massif des Calanques，法語發音：[masif de kalɑ̃k]）是法國地中海沿岸一片狂野而崎岖的山地，它的範圍橫跨马赛第九区至卡西，長度達20公里，寬度達4公里宽。它的最高峰是皮热山，海拔565米。2012年，该地区被納入蔚藍海岸國家公園。